# Unvigintiljard
Unvigintiljard är talet 10129 i tiopotensnotation, och kan skrivas med en etta följt av 129 nollor, alltså
1 000 000 000 000 000 000 000 000 000 000 000 000 000 000 000 000 000 000 000 000 000 000 000 000 000 000 000 000 000 000 000 000 000 000 000 000 000 000 000 000 000 000 000.
Ordet unvigintiljard kommer från det latinska prefixet unviginti- (tjugoett) och med ändelse från miljard.
En unvigintiljard är lika med en miljon vigintiljarder eller en miljondel av en duovigintiljard.
En unvigintiljarddel är 10−129 i tiopotensnotation.